# Scopula elegans
Scopula elegans là một loài bướm đêm trong họ Geometridae.